# Caledophia
Caledophia là một chi bướm đêm thuộc họ Geometridae.